# Horia, Tulcea
Horia este satul de reședință al comunei cu același nume din județul Tulcea, Dobrogea, România.

## Demografie
Ca structură etnică, satul Horia a fost întemeiat de o comunitate musulmană. La la începutul sec. XIX populația turcă era majoritară, la care s-a adăugat în timp români și bulgari. După 1878 în sat se așează populație românească, astfel că la începutul sec. XX, din cele 630 de persoane care trăiau la Horia 269 erau români, 204 turci, 142 germani, 8 ruși, 4 armeni, 2 greci, 1 bulgar, iar în prezent localitatea este alcătuită din populație majoritar românească.

## Școala
Între anii 1850 – 1900, Școala cu clasele I-VIII din localitate a funcționat ca unitate de învățămant, în mai multe localuri improvizate situate pe șosea, era frecventată de 45 de elevi și primul învățător al satului Ortachioi - Horia de azi - s-a numit Ion Mantu, menționat în arhiva instituției, urmat de preotul Stănescu.  
Între anii 1903 – 1923, în sat s-au stabilit între 50-60 de familii de veterani veniți, în marea lor majoritate, din Moldova. Acest fapt a făcut să crească populația românească a satului, care, până la acea vreme, era predominant turcească, determinand dotarea satului cu noi edificii: școală și biserică.  
Între anii 1912-1914, s-a înălțat în sat “Școala veche”, dată în folosință la începutul anului școlar 1914-1915 și care avea două săli de clasă și cancelarie. În anul 1914, școala a fost împroprietărită cu 10 ha de pământ. În timpul ocupației turco-bulgare (1916-1918), asemenea majorității instituțiilor de învățământ din zonă, care au trecut prin acea urgie, școala a fost închisă. 
În anul școlar 1938-1939, dascăli ai școlii mixte erau: Tănăsescu Gheorghe, Paraschivescu Aurelia, Paraschivescu Gheorghe și Ioan D. Ioan. 
Școala a avut internat și cantină pentru elevii din alte sate o perioada de opt ani (1951/52-1960), iar anul școlar 1959-1960 a deschis epoca învățământului elementar de 7 ani și apoi de 8 ani pentru toți copiii. De la această dată se deschide un nou capitol în viața școlii: elevii sunt numai din Horia și Cloșca, colectivul de cadre didactice este format din învățători și profesori calificați, foști elevi ai școlii. 
Între anii 1956-1967, școala a pregătit peste 300 de tractoriști și mecanici agricoli pentru C.A.P.-urile din zonă.
La 1 septembrie 1968, în învățământului preșcolar din Comuna Horia - cu satele Cloșca și Florești - erau 3 grădinițe, cu 83 de copii și 3 educatoare necalificate, în ciclul primar erau 4 Clase I-IV, cu 114 elevi și 4 învățători, iar în ciclul gimnazial  erau 7 clase cu 188 de elevi și 11 profesori. Directorului școlii era Tătăranu Elisabeta.
Datorită numărului mare de elevi, în luna mai a anului 1970 a început construcția clădirii actuale a școlii, asa cum se vede astăzi, cu parter și etaj, cu opt săli de clasă, laboratoare, bibliotecă dotată cu peste 5000 de volume, sală pentru profesori, cancelarie, arhivă, magazie pentru materiale, două holuri și casa scării. A fost dată în folosință la 15 septembrie 1971. Valoarea construcției s-a ridicat la suma de 740.000 lei, fără a încadra unele cheltuieli materiale (piatră) și munca prestată de locuitorii comunei. Dotarea cu mobilier a fost asigurată de către Inspectoratul Școlar Județean, din fondurile statului. Astfel, se rezolvă problema spațiului de școlarizare la Horia, iar începând cu anul școlar 1980-1981, și a spațiului pentru învățământul preșcolar (școala veche).
Între anii 1971-1972 și 1975-1976, școala a funcționat cu treapta I de liceu. Generalizarea învățământului de 10 ani, începută în anul școlar 1981-1982 și continuată până în 1989-1990, s-a concretizat la Horia prin opt promoții de absolvenți de 10 clase, elevi proveniți din satele comunelor Horia și Hamcearca. Tot în acest interval, Școala din Horia a funcționat ca filială de liceu seral a Liceului din Topolog și a școlarizat două promoții. Din anul școlar 1992-1993 până în anul școlar 1995-1996, școala a mai dat două promoții de absolvenți din învățământul complementar (de ucenici), cu profilul tractoriști.
Școala cu clasele I-VIII  este situată în centrul localității Horia și scolarizează copii în trei cicluri de învățămant: preprimar, primar și gimnazial. Funcționează în două clădiri mari și spațioase, cu destinația școală, respectiv, grădiniță cu două săli de activități pentru învățământul preșcolar, dotate cu mobilier adecvat, material didactic corespunzător cerințelor actuale, calculatoare și alte mijloace moderne obținute prin Programul de Dezvoltare a Învățământului Rural. Școala se află la sfârșitul unui amplu proces de reabilitare, astfel încât și copiii de la țară să poată învăța într-un mediu propice, asemănător cu cel de la oraș. Este unitate de învățământ de stat, de zi, coordonatoare, având în structura sa și Grădinița Florești.
Ceea ce-i lipsește școlii din Horia la această dată sunt tocmai copiii - obiectul muncii didactice, copii în continuă descreștere ca număr, din motivele general valabile pentru toată țara: scăderea natalității în ultimii ani și plecarea masivă a locuitorilor la muncă în străinătate sau chiar la orașele apropiate.
Director al Școlii generale din Horia între anii 1969-1972 și 1993-2003 a fost prof. Ioan Corleancă.

### Școala profesională specială.
În perioada anilor 1969-1988, în clădirile fostei școli profesionale de mecanici agricoli din Horia, a funcționat o școală pentru fete cu dizabilități, având clase pentru învățământul primar, gimnazial și profesional, în specialități de croitorie – lenjerie. Școala aparținea de Ministerul Muncii și școlariza eleve cu vârstele cuprinse între 7 și 17 ani, din toate județele țării. O activitate meritorie în organizarea acestei forme de învățământ și asigurarea bazei materiale au avut-o directoarele Elisabeta Tătăranu și Ana Bucur. Personalul de deservire era recrutat din localitate, cadrele didactice (învățători, maistre, profesori) erau încadrate de Ministerul Muncii, prin Inspectoratul Școlar Județean. Cheltuielile materiale și de personal erau asigurate de Ministerul Muncii.

### Biblioteca comunală Horia.
Începând cu anul 1939, biblioteca a funcționat în spații improprii, ca unitate culturală sau anexă a școlii primare, a fost încadrată fie în clasa dinspre biserică a școlii vechi, fie în cancelarie sau în vechea locuință a învățătorului. După 1948, când a luat ființă căminul cultural, în fosta cârciumă a lui Bărbatu Mihai, restaurată potrivit scopului, biblioteca a funcționat pe rând: în casa expropiatului Gheorghe Tăbăcaru, în fosta locuință Stajan, apoi în incinta școlii, din nou într-o casă ce aparținea lui Ganfeleanu Vasile, și în sfârșit într-un spațiu lângă caminul cultural). În anul 2000, cu ajutorul Consiliul Local, s-a construit noul sediu, care are și sală de lectură.
Bibliotecar: Florica Eftimescu (din 1986).
Colecții: 11.258 volume

## Economie
Exista o moară, un atelier de reparat mașini agricole, gater, alături de care înființează o asociație agricolă. În ultimii ani au fost dezafectate circa 500 ha de vie, terenul respectiv fiind în prezent folosit pentru pășunatul oilor și culturi diverse.
Rețeaua comercială are în compunere un magazin mixt, chioșcuri alimentare și un bar, însă ocupația principală a locuitorilor de astăzi este agricultura și târgul săptămânal organizat aici (considerat cel mai mare din județ). Mai semnalăm oficiul poștal, precum și sediile filialelor CEC și respectiv Băncii Agricole.

## Istoric

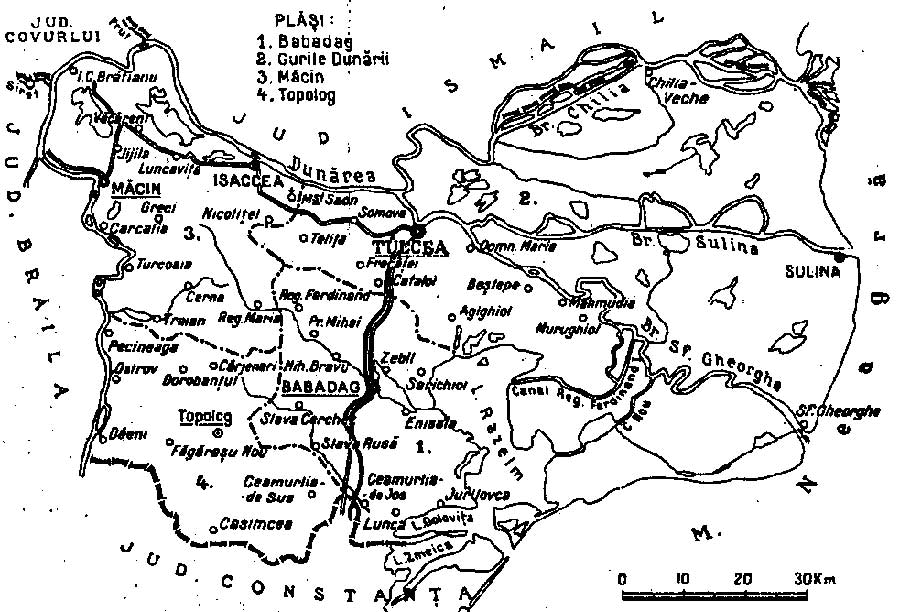
Regina Maria 1938, jud. Tulcea

Localitatea apare pentru prima oară menționată în defterul otoman de la 1584 sub denumirea Orta-köy (satul din mijloc sau satul de adunătură). În documentele administrative, militare și descrieri de călătorie din sec. XVIII-XIX găsim o serie de variante ale acestui nume – Ortaskon, Ortakioi, Orta keuy, Ortakeui, Ortachioi, Orta (-kariye). E posibil ca numele de Carapelit ce apare în descrierea călătoriei lui Evliya Çelebi prin Dobrogea (1665-1666 și 1690), ca fiind situat între Ali-bei-kioi (Izvoarele) și Cinili (Alba) să fie de fapt Ortakoi, dat fiind că în arealul satului există un deal cu acest nume unde se află urme de locuire medievală târzie și modernă. În apropierea localității au fost scoase la lumină urme ale locuitorilor getici din epoca târzie a fierului (La Tène), continuate de cele ale unei importante așezări romane. În timpul ocupației turcești, la fel ca și astăzi, a fost un important punct de schimb de produse.
Satul apare menționat de agentul polon Korsak, acesta numărând în Horia numai 20 de case, locuite de turci și români, cifră exagerat de mică, contrazisă de informațiile din dicționarul Lahovari, unde se menționa o populație de 225 persoane, în majoritate turci, iar populația românească avea o biserică cu preot și cântăreț și școala cu un învățător.
În 1850 era locuit de turci și români, primii migrând în număr mare după 1878, lăsând locul populației românești, sosită din diverse regiuni ale țării. La începutul secolului al XX-lea (1924-1947), prin decret regal, în acțiunea generală de înlocuire a numelor turcești cu cele românești, localitatea Ortachioi primește denumirea de Regina Maria.
În jurul localității se face următorul joc de nume cu iz politic și nu este întâmplător: Regele Ferdinand (Alibeichioi – Izvoarele) se încoronează (Dautcea – Încoronarea) cu Regina Maria (Ortachioi – Horia) la Alba (Accadâna – Alba) Iulia (Cinili). Tot prin decret regal satului i se conferă statutul de târg. Oficializarea târgului săptămânal, vinerea, la Regina Maria confirmă ceea ce tradiția stabilise, cu ani în urmă, de pe vremea turcului, vinerea fiind zi nelucrătoare a religiei musulmane. Târgul de la Regina Maria a devenit în scurt timp cel mai important târg săptămânal din Dobrogea de nord.
În anul 1947 localitatea primește denumirea actuală, Horia (primul act eliberat de Primărie poartă data de 20 feb. 1948). Cu denumirea actuală, localitatea Horia este menționată documentar în hărțile secolului al XVIII-lea, ca un cătun cu câteva sate: Cloșca (anterior numită Dautcea și, după 1912, Încoronarea), Florești (Islâm, 1584 (nah. Hârșova): Islam-Geaferca sau Geaferca Turcească) și Horia (în secolul al XIX-lea a avut denumirea turcească Ortachioi, iar în perioada 1924-1947 sub denumirea de Regina Maria).
În perioada 1873-1891, nemții de confesiune evanghelică-luterană întemeiară parohii evanghelice la Atmagea, de care aparțineau și filialele: Ciucurova, Cataloi, Cogealac, Tariverde și Ortachioi, iar spitale sunt în total 12, dintre care unul la Constanța cu secții de medicină internă, chirurgie, de contagioși și de radiologie cu electricitate medicală, iar la celelalte orașe: Bazargic, Megidia, Cernavoda, Hârșova, Cavaclar, Silistra, Turtucaia, Tulcea, Babadag, Isaccea și Ortachioi, spitale mixte.  
Preoții slujitori ai Parohei Horia au fost: Leonti Sucurov (1881); Eftimie Popescu (1897-1898); Ioan Stănescu (1900-1908); Dumitru Iordăchescu (1908-1912); Ierom. Nifon Georgescu (1912-1930); Victor Cagus (1930); Ilie Grosu (1930-1982); Aurel Răileanu (1982-1996); Paraschiv Țopa (1998-2001); Ghenadie Gandraman (2001 - în prezent).
Actuala Biserică din Horia, poartă hramul Sfântului M. Mc. Gheorghe și a a fost construită între anii 1912-1914. 
Spitalul din Horia, construit între anii 1908 – 1910, este rezultatul vizitei efectuate în zonă de Regele Carol I, în 1905 sau 1906, fondurile, se pare, fiind alocate chiar de către Casa Regală, iar în 1964 unitatea socială devenind centru de asistență pentru persoanele vârstnice. În 2013, Centrul de recuperare neuro-psihiatrică, a fost restaurat din fonduri europene prin grija Direcției de Asistență și Protecție Socială.
Inginerul Ștefan Bors a rămas în memoria județului Tulcea, în primul rând, pentru vasta activitate în domeniul construcțiilor și reabilitării unor clădiri reprezentative pentru județul Tulcea: a construit 14 școli, 12 biserici, 3 cazărmi, 3 spitale și Palatul Pescariilor, printre care și Spitalului „Regele Carol” din Ortachioi (azi, Horia).

## Cultură
Căminul cultural are o instalație de proiectare a filmelor și o bibliotecă.
Satul Horia a dat arheologiei dobrogene și românești pe Victor H. Baumann, doctor în istorie, personalitate de numele căreia se leagă o bună parte din săpăturile arheologice realizate în nordul Dobrogei. 
Alte personalitați ale satului:
- Gheorghe C. Mihalcea, doctor în filologie,[13] culegător de folclor[14][15] și profesor la Școala cu clasele I-VIII din Horia.
- Monografia comunei Horia (Ortachioi - Regina Maria) din județul Tulcea - Ioan Corleancă, Editura Harvia, Tulcea, 2007

## Veterani de război 1903-1923
- Slătinaru Nicolae,
- Gheorghe Popa,
- Tănase Felea,
- Apostol Gighină,
- Vlăsceanu Ghiță (com. Ortachioi)-corect în limba turcă- " satul fraților " în limba română
- Ene Răduc Nicolae,
- Tudorache Cioriciu,
- Ion C. Dobre Oană,
- Spirache Chirburta,
- Oancea Ganea,
- Radu Ene zis Udrea,
- Ion Constantin,
- Ion Maftei,
- Gheorghe Balică,
- Petru Soare,
- Gagiu Nită,
- Nicolae Ciupercă,
- Alecu Porumb,
- Toader Ichim,
- Petre Ion,
- Costin Ion,
- Gheorghe Adam,
- Ion Bichuescu,
- Agachie Anania,
- Vatafu Gheorghe,
- Vasile M.Ciobanu,
- Vasile Pascal Rusu,
- Ion Gavril,
- Constantin Potoroacă,
- Vasile Dănăilă,
- Bereasc Vasile,
- Cosma Vasile,
- Dănilă Ion,
- Gheorghe
- Golofea,
- Toader Sava,
- Dumitru Doboș,
- Mihai L. Bogatu,
- Gheorghe Vargă,
- Stan Gheorghe,
- Ichim Tudorache,
- Nicolae Mustață,
- Nicolae Paraschiv,
- Toader Mihalache,
- Vasile Bubulac,
- Constantin Golea,
- Tecuceanu Ion,
- Vasile Mihalache Ciorăcsim,
- Neculae Ene,
- Ion Petreanu,
- Ion Dumitraș,
- Gheorghe Apostol,
- Gheorghe Irimia,
- Aroschi Vasile,
- Gheorghe Drîmboi,
- Haralambie Reileanu,
- Ion Biciușcă,
- Mihai Gheorghe,
- Rotaru Dumitru,
- Tănase Corniciuc,
- Blazincu Mihai,
- Gh. Teordorescu,
- Teodor Paraschiv,
- Gh. P. Racoviță,
- Ion Filofi,
- Constantin Ciuntu,
- Gh. Vîjeanu,
- Vasile Iacob,
- Vasile Petrari,
- Ion Dincă,
- Gheorghe Irimia,
- Vasile Bălăbănescu,
- Gheorghe Al. Duță,
- Ion Feraru,
- Ion Daniș,
- Grigore Timofte,
- Petre Guzu,
- Nicolae Vătavu,
- Dumitru Herțug,
- Gheorghe Iacob II,
- Ilie Herțug,
- Gheorghe Hîngan,
- Vasile Antohi,
- Panait Dumitru,
- Toader Cristea,
- Gheorghe Tanase,
- Tiganu Budigă,
- Chiriș Ichim Grigore,
- Vasile Hristea, Ion Voaidă,
- A. Petrei Nicolae,
- Onofrei Cojocaru,
- Ion Andriaș,
- Filimon Costache,
- Iancu Rău,
- Răducanu Crăciun,
- Nicolae David,
- Panait Gheorghe,
- Iancu Anton,
- Vasile Manolache
- A Saftei,
- Maftei Vasile,
- Doichiță Iordache,
- Gheorghe Tîmpescu,
- Toader Taloșman,
- Ion V. Camaruțe (corectură manuală),
- Tudor Toader,
- Ion Ivan,
- Ion Pescariu II,
- Gh. V. Pavalache,
- Mihai Nănău, Gh. Ion. I.,
- Ioniță Ivanciu,
- Mihai Ioniță,
- Luchian Vasile.[16]